# Ищак, Андрей
Андрей Ищак  (укр. Андрій Іщак; 23 сентября 1887, Николаев, Львовская область, Украина — 26 июня 1941, Сихов, Львов, Украина) — блаженный Украинской грекокатолической церкви, священник, мученик.

## Биография
В 1914 году Андрей Ищак окончил обучение в Инсбрукском университете, защитив научную степень доктора богословия. С 1928 года преподавал во Львовской Богословской Академии. Свои педагогические обязанности совмещал с пастырской деятельностью, работая священником в селе Сихов (ныне — территория Львова).
Андрей Ищак погиб 26 июня 1941 года при отступлении советских воинских частей.

## Прославление
Андрей Ищак был беатифицирован 26 июня 2001 года Римским папой Иоанном Павлом II.